# ده‌باغ (چناران)
ده باغ (چناران)، روستایی از توابع بخش مرکزی شهرستان چناران در استان خراسان رضوی ایران است.

## جمعیت
این روستا در دهستان چناران قرار دارد و براساس سرشماری مرکز آمار ایران در سال ۱۳۸۵، جمعیت آن ۱۴ نفر (۴خانوار) بوده‌است.